# Génération harmonique
Ne doit pas être confondu avec Génération d'harmonique.

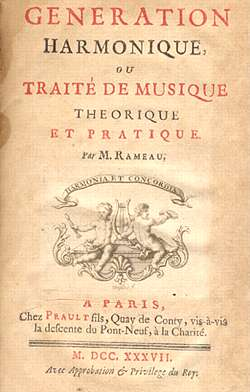
Génération harmonique ou traité de musique théorique et pratique.

La Génération harmonique est, après le Traité de l'harmonie réduite à ses principes naturels de 1722, le second ouvrage fondamental de Jean-Philippe Rameau dans lequel il explicite, de façon définitive, sa théorie de l'harmonie fondée sur la résonance du corps sonore. L'ouvrage est publié en 1737.
Le contenu en est comparable à celui du Nouveau système de musique théorique, le second traité de théorie musicale écrit par Jean-Philippe Rameau qui le fit éditer en 1726.
Cet ouvrage est adressé aux membres de l'Académie des Sciences ; l'auteur y commence sa présentation par l'énoncé de douze propositions et la description de sept expériences selon une forme censée étayer le caractère scientifique et rationnel de son propos.

## Sources
- Anne-Marie Chouillet, Le Concept de beauté dans les écrits théoriques de Rameau, in Rameau en Auvergne, Recueil d'études établi et présenté par Jean-Louis Jam, Clermont-Ferrand, 1986, pp. 97–100.